# 赵晟 (元朝)
赵晟（1259年—1332年），字子昌，涞水（今河北省保定市涞水县）人，元朝将领。趙柔之孙。
赵晟以伯父赵守赟官荫，官至秀容县尹。转新城县尹，太保曲樞下人至新城牧马，践蹋田地，赵晟将他捕拿。曲枢大怒，使其长史持刑部牒调查赵晟，但没有结果。至治元年（1321年），皇帝下诏举守令，部使者推举赵晟，改为中山尹，又转安熹尹。因为有政绩，因台臣推荐，拜陕西行台监察御史、佥四川道廉访司事。天历元年（1328年），召拜监察御史。弹劾平章政事速速恃功而骄。元文宗亲祀太室，速速为礼仪使，称病不出，不敬。又弹劾参知政事也先捏，将兵抵御西军，擅杀万户张景武兄弟二人。都以罪废官。担任山东道廉访司副使，改燕南道。转任同知储政院事，拜燕南道廉访司使。因年老致仕，皇帝不允，担任翰林直学士。至顺三年（1332年），赵晟去世，年七十四岁。次年，赠集贤直学士，追封天水郡侯，谥惠肃。